# Steense bossen
De Steense bossen zijn een boscomplex tussen Kapellebrug en Clinge. De bossen zijn vernoemd naar het nabijgelegen Sint Jansteen.
Het is een loofbos dat in gebruik is als waterwingebied en eigendom is van de waterleidingmaatschappij Evides. In het gebied liggen waterwinkanalen en het onttrokken water wordt vooral door de industrie gebruikt, maar kan eventueel ook als drinkwater worden ingezet.
Het bos is gelegen op een dekzandrug ten noorden van de Belgisch-Nederlandse grens. Een dergelijk gebied is in Zeeuws-Vlaanderen zeldzaam, daar dat gebied vrijwel geheel uit zeekleipolders bestaat. De Steense bossen liggen dus op een overgangszone. Oorspronkelijk werd bos aangeplant daar waar -ten gevolge van de waterwinning- het gebied minder geschikt was voor de landbouw. Tegenwoordig streeft men naar een natuurlijker beheer. Het gebied wordt bovendien ontsloten voor wandelaars.
Het gebied sluit aan bij de Clingse Bossen en de Wilde Landen, in totaal 450 ha, waarvan de Steense bossen ongeveer 150 ha uitmaken.
Het natuurbeheer van het terrein wordt daarom sinds 2008 uitgevoerd door de Stichting Het Zeeuwse Landschap.